# The (International) Noise Conspiracy
The (International) Noise Conspiracy sono un gruppo garage punk svedese, formatosi nel 1998 a Umeå in Svezia. La band è formata da Dennis Lyxzén, Lars Strömberg, Inge Johansson, Ludwig Dahlberg e dalla tastierista Sara Almgren, anche se dal 2004 quest'ultima ha suonato le tastiere solamente nei live, avendo lasciato la band per unirsi ai The Vicious. Il suono della band è molto influenzato dalla scena garage rock e punk, e da gruppi come The Stooges, MC5, Generation X e Ramones.
Il gruppo ha come argomenti principali delle loro canzoni temi rivolti a problematiche politiche e sociali, talvolta appoggiando esplicitamente ideologie marxiste e comuniste.

## Storia

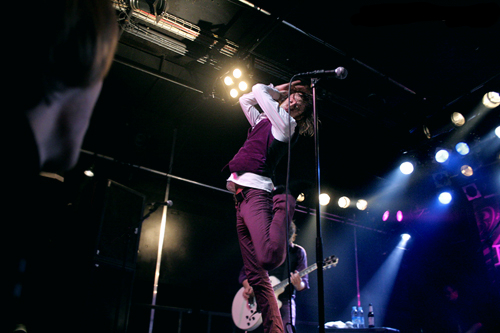
I The (International) Noise Conspiracy a Berlino nel 2008.

Nel 1999 i The International Noise Conspiracy registrano e pubblicano il loro disco d'esordio The First Conspiracy con l'etichetta indipendente G7 Welcoming Committee Records. Nello stesso periodo i componenti della band si occupano anche di altri progetti, in particolare il cantante Dennis Lyxzén registra e pubblica alcuni lavori con un'altra sua band, i Lost Patrol, e Johansson lavora con i The Female Anchor of Sade. In seguito, alla ricerca di una più ampia visibilità, firmano un contratto con la Burning Heart Records, pubblicando nel 2000 Survival Sickness, considerato come uno dei maggiori lavori del punk rock moderno. I testi di Survival Sickness sono basati su ideologie politiche rivoluzionarie e il gruppo denuncia capitalismo e multinazionali. In seguito, con A New Morning, Changing Weather, uscito nel 2001, la band si guadagna la reputazione di un gruppo punk rock eclettico e atipico grazie anche all'inedito (per il genere) utilizzo delle tastiere. Nello stesso anno esce l'EP Capitalism Stole My Virginity, che riceve una migliore accoglienza rispetto all'album precedente. Nel 2004 inizia la collaborazione con Rick Rubin, che produce sia Armed Love sia The Cross of My Calling.

## Stile e influenze
La musica del gruppo fonde il garage rock con il punk rock delle origini. La band è fortemente influenzata da artisti molto diversi come The Stooges, Phil Ochs, Rolling Stones, The Who e James Brown.
Il gruppo è anche noto per le sue posizioni anticapitalistiche, in particolare nel brano intitolato Capitalism Stole My Virginity.

## Formazione
- Dennis Lyxzén – voce
- Lars Strömberg – chitarra
- Inge Johansson – basso
- Ludwig Dahlberg – batteria

## Discografia

### Album in studio
- 1999 – The First Conspiracy (G7 Welcoming Committee Records)
- 2000 – Survival Sickness (Burning Heart Records)
- 2001 – A New Morning, Changing Weather (Burning Heart Records)
- 2005 – Armed Love (American Recordings)
- 2008 – The Cross of My Calling (Vagrant Records)

### Album dal vivo
- 2002 – Your Choice Live Series (Your Choice Records)
- 2003 – Live At Oslo Jazz Festival (Moserobie Music Production)
- 2005 – (Live EP) (American Recordings)

### EP/Singoli
- 1999 – The Conspiracy (7", Premonition Records)
- 1999 – Abolish Works (7", The Black Mask Collective)
- 1999 – T.I.M.E.B.O.M.B. (7", Carcrash Records)
- 1999 – The Subversive Sound Of The Conspiracy (7", Trans Solar Records)
- 2000 – Smash It Up (EP, Big Wheel Recreation)
- 2001 – The Reproduction Of Death (EP, Sub Pop Records)
- 2001 – Capitalism Stole My Virginity (EP, G7 Welcoming Committee Records)
- 2002 – Up For Sale (EP, Sympathy for the Record Industry)
- 2003 – Bigger Cages, Longer Chains (EP, Burning Heart/Epitaph Records)
- 2004 – Black Mask (EP, Burning Heart Records)
- 2004 – A Small Demand (EP, Burning Heart Records)